# Нова Зоря (газета)
«Нова Зоря»  — україномовна газета на релігійну тематику, яка виходить у Івано-Франківську. Часопис Івано-Франківської архиєпархії УГКЦ, виходить щотижня.
Газета висвітлює життя церкви, її історії, а також українське культурне життя.

## Історія
Газета заснована у Львові 1926 р. Виходила у Галичині до 1939 р. Її редакторами були о. Тит Галущинський (1926—1927) та Осип Назарук (1927—1939) — відомий український письменник і публіцист, автор історичних творів «Осмомисл» (1918), «Роксоляна» (1930).
Друге «життя» газета отримала у березні 1991 р. в Івано-Франківську. Саме тоді головним редактором газети (а з пізніше – і видавництва) «Нова Зоря» став член НСЖУ (1990 р.) та Національної спілки краєзнавців (2011 р.) о. Ігор Пелехатий. За час 25-літньої праці , з моменту її заснування і  по листопад 2016 року, починаючи з нуля, він створив потужний видавничо-поліграфічний комплекс, відредагував та випустив у світ 1138 номерів газети «Нова Зоря», понад 500 найменувань книг релігійно-богословського, літературно-художнього та мистецького змісту загальним накладом майже 2 млн примірників. За сумлінну редакторсько-журналістську працю о. Ігор Пелехатий нагороджений: найвищою відзнакою Ватикану для священників – Золотою Медаллю «За Церкву і Вселенського Архієрея» (2001), Патріаршою Грамотою Гливи УГКЦ Любомира Гузара (2008), медаллю «За заслуги перед Прикарпаттям» (2012), «Золотою медаллю української журналістики» (2013), премією ім. Памво Беринди. 
Перший примірник часопису вийшов 27 березня 1991 року.
Перші наклади «Нової Зорі» становили дві тисячі примірників. Поступово тираж газет зріс до 18 000. Нині тираж газети скоротився до 7 000 примірників.
19 квітня 2018 р. було оприлюднено Декрет Митрополита і Архієпископа Івано-Франківського Кир Володимира Війтишина, згідно з яким головним редактором газети та директором видавництва «Нова Зоря» призначено о. Івана Стефурака.

## Завдання
Як зазначалося у програмних статтях газети з а 1928 р., редакція газети поставила перед собою завдання: поширювати ідеї УХО; інформувати суспільство про поточні питання, які стосувались українського життя та світового католицького руху; будити релігійну свідомість громадян; поширювати і захищати католицький світогляд; боротись з більшовизмом, сектантством та критикою Католицької Церкви; співпрацювати з українськими установами у національному інформуванні широких кіл українського населення; підтримувати розвиток освіти; сприяти проведенню реформи суспільних відносин; захищати народні права, установи; допомагати політичним партіям виборювати для українського народу свободу та самостійність; поглиблювати, підтримувати, захищати католицький погляд на релігійні, політичні, суспільні, культурні, просвітні, економічні питання; відстоювати авторитет церковної влади, Папи римського, греко-католицьких єпископів.